# Synonycha grandis
Synonycha grandis är en skalbaggsart som först beskrevs av Carl Peter Thunberg 1781.  Synonycha grandis ingår i släktet Synonycha och familjen nyckelpigor. Inga underarter finns listade i Catalogue of Life.